# Albert Ortés
Albert Ortés Beneyto (Bañoles, 25 de septiembre de 1989) deportista español en la modalidad piragüismo sprint. Subcampeón de Europa en 200m y 2000m y bronce en 200m en mixto en modalidad Dragon Boat. Obtuvo una decimotercera posición en el campeonato del mundo en 2014 (Ravena) y una sexta posición en un internacional en 2016, (Pinatar).

## Palmarés internacional
| Campeonato Europeo | Campeonato Europeo          | Campeonato Europeo | Campeonato Europeo |
| Año                | Lugar                       | Medalla            | Competición        |
| ------------------ | --------------------------- | ------------------ | ------------------ |
| 2015               | Auronzo di Cadore (Italia)  | Medalla de plata   | DB 200 m           |
| 2015               | Auronzo di Cadore (Italia)  | Medalla de plata   | DB 2000 m          |
| 2015               | Auronzo di Cadore (Italia)  | Medalla de bronce  | DB Mixt 200 m      |
| 2015               | Auronzo di Cadore (Italia)  | Medalla de bronce  | DB 500 m           |
| 2016               | Divonne Les Bains (Francia) | Medalla de bronce  | DB 200 m           |
| 2016               | Divonne Les Bains (Francia) | Medalla de bronce  | DB Mixt 200 m      |
| 2016               | Divonne Les Bains (Francia) | Medalla de plata   | DB 500 m           |
| 2018               | Barcelona (España)          | Medalla de plata   | DB 200 m           |